# コンスタンティン・フィップス (初代マルグレイヴ男爵)
初代マルグレイヴ男爵コンスタンティン・フィップス（英語: Constantine Phipps, 1st Baron Mulgrave、1722年8月22日洗礼 – 1775年9月13日）は、アイルランド王国の貴族。

## 生涯
ウィリアム・フィップス（William Phipps、1698年10月11日洗礼 – 1730年2月1日、アイルランド大法官サー・コンスタンティン・ヘンリー・フィップスの息子）と妻キャサリン（Catharine、1736年1月18日没、第3代アングルジー伯爵ジェームズ・アンズリーと妻キャサリンの娘）の息子として生まれ、1722年8月22日にホルボーンのセント・アンドルー教会で洗礼を受けた。1739年7月11日にミドル・テンプルに入学した。
1743年3月13日に母方の祖母キャサリンが死去すると、マルグレイヴ城の地所を相続した。その後、1767年9月3日にアイルランド貴族であるウェックスフォード県ニュー・ロスにおけるマルグレイヴ男爵に叙された。
1775年9月13日にスパで死去、10月5日にクロイドンで埋葬された。長男コンスタンティン・ジョンが爵位を継承した。

## 家族
1743年2月26日、ウェストミンスターでレペル・ハーヴィー（Lepell Hervey、1723年4月15日 – 1780年3月11日、第2代ハーヴィー男爵ジョン・ハーヴィーの娘）と結婚、5男1女をもうけた。
- コンスタンティン・ジョン（英語版）（1744年5月30日 – 1792年10月10日） - 第2代マルグレイヴ男爵[1]
- チャールズ（英語版）（1753年12月10日 – 1786年10月20日） - 海軍軍人、グレートブリテン庶民院議員。生涯未婚[3]
- ヘンリー（1755年2月14日 – 1831年4月7日） - 第3代マルグレイヴ男爵、初代マルグレイヴ伯爵[1]
- ヘンリエッタ・マリア（1757年3月26日 – 1782年9月1日） - 1776年8月19日、第12代ディロン子爵チャールズ・ディロンと結婚、子供あり[4]
- エドマンド（英語版）（1760年4月7日 – 1837年9月14日） - 陸軍軍人、グレートブリテン庶民院議員。生涯未婚[5]
- オーガスタス（1762年 – 1826年） - 1812年3月5日に王立協会フェローに選出。マリア・テルソン（Maria Thellusson、ピーター・テルソン（英語版）の娘）と結婚[6]